# Mila Kačič

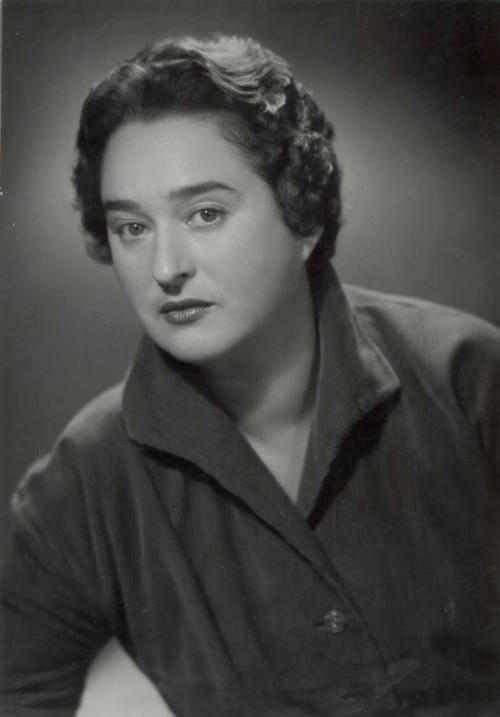
Mila Kačič (1958)

Ljudmila (Mila) Kačič (* 5. Oktober 1912 in Sneberje bei Ljubljana; † 3. März 2000 in Ljubljana) war eine slowenische Dichterin, Schauspielerin und klassische Sängerin.

## Leben
Mila Kačič wurde als uneheliches Kind der Kindergärtnerin Ljudmila Kačič und von Herbert Mahr geboren. Aufgrund des Standesunterschieds stießen ihre Eltern auf Widerstand seiner Familie, die die wenige Monate alte Mila einem Ehepaar namens Kovačič zur Pflege gab. Dort hatte sie es wegen der Armut nicht leicht. Nach dem Abschluss der Volksschule besuchte sie die Bürgerschule. Mit Ferienarbeit verdiente sie sich Geld für Bücher und Schulbedarf. Sie studierte Gesang und Schauspiel am Staatskonservatorium in Ljubljana und absolvierte vier Semester an der Akademie für Theater, Radio, Film und Fernsehen (AGRFT). Ihre große Liebe war der Bildhauer Jakob Savinšek, mit dem sie einen gemeinsamen Sohn hatte, David (1949–1990).

## Theater, Oper, Radio und Film
Mit dem Schauspiel begann sie bereits im Alter von sechzehn Jahren auf Amateurbühnen, ein Jahr später wurde sie in das Schauspielensemble des Radios aufgenommen. Nach ihrem Studium wurde sie 1941 Mitglied des Opernchors an der Oper in Ljubljana, wo sie bis zur Befreiung 1945 in vier Spielzeiten an 42 Aufführungen mitwirkte. Von 1945 bis zu ihrer Pensionierung 1970 war sie Mitglied des Schauspielensembles des Slowenischen Nationaltheaters (SNG) in Ljubljana, wo sie über 120 Rollen spielte.
Als Schauspielerin galt sie als Komödiantin und soll nur zweimal eine Rolle erhalten haben, die sie sich wirklich gewünscht hatte – Dorine in Tartuffe und Eva in Vučjak. Unvergesslich war sie als Kramerin und Bürgermeisterin in Die Skandalgeschichte im Tal der Heiligen Florianer, als Tona in Die Ruine des Lebens, Akulina in Die Macht der Finsternis, die Häuptlingsfrau im Revisor, die Amme in Romeo und Julia und vielen weiteren Rollen.
Auch dem slowenischen Film und Fernsehen hat Kačič ihren unverwechselbaren Stempel aufgedrückt. Ihre erste Filmrolle war die Postbotin in Vesna, sie spielte zudem in Naš avto, Ne čakaj na maj, Svet na Kajžarju, Butnskala und anderen Filmen. Für ihre Rolle in To so gadje erhielt sie 1978 den Goldenen Arena-Preis beim Filmfestival in Pula. Für ihre Darstellung der Mutter im Film Kormoran wurde sie 1986 bei der Woche des heimischen Films in Celje zur Schauspielerin des Jahres gekürt. 1994 erhielt sie vom Verband der slowenischen Schauspielkünstler eine Auszeichnung für ihr Lebenswerk.
Wie sehr sie auch außerhalb des Theaterkreises beliebt war, zeigen zwei Ehrungen: der Titel Slowenin des Jahres, den ihr die Leserinnen der Zeitschrift Jana 1994 verliehen, und die Ehrenbürgerschaft der Stadt Ljubljana im Jahr 1998.

## Literarisches Schaffen
Ihr erstes Gedicht schrieb Kačič im Alter von sechzehn Jahren. In einem Interview für Naša žena erklärte sie, dass sie zu schreiben begann, weil sie sich in ihrem Schauspielberuf nicht erfüllt fühlte. Im Theater spielte sie fast nie Liebesrollen, und da sie voller Gefühle war, diese aber nirgendwo ausleben konnte, fand sie Zuflucht in der Poesie.
In ihrer Jugend war sie begeistert von der klangvollen Lyrik von Župančič und den Prosaskizzen von Cankar. Die Gedichte von Anton Gradnik (Abendliche Einsamkeiten) inspirierten sie zu einer offenen Darstellung ihrer eigenen Lebensgeschichte – allerdings warf sie ihm vor, es sei töricht, wenn ein Mann über Dinge schreibe, die nur Frauen erleben.
Von den ausländischen Autoren las sie am liebsten chinesische Lyrik und Federico García Lorca. Zum Dichten ermutigten sie unter anderem ihr Lebensgefährte Jakob Savinšek sowie Edvard Kocbek und Jože Vidmar.
Tone Pavček beschrieb ihre Poesie so:
„Aus ihren Gedichten glüht eine Glut im Körper, da zittert die Liebe, die in allen Dingen ist – die sich aus Liebe hingibt und aus Liebe nimmt –, sie trägt ein Nest von Schmerz, Verlassenheit und Todesangst in sich, aber mehr als das durchzieht sie eine sanfte Melancholie des Blicks auf alles, was war und nicht war, wie eine echte Andacht einer Frau, der Dichtung und Leben eine Gnade sind.“
Ihr dichterisches Werk ist zwar nicht umfangreich, aber zutiefst bewegend. In ihrer Lyrik verweben sich drei grundlegende Motive: die Liebe zu einem geliebten Mann, der Schatten des Todes und die Mutterschaft. Ihre Poesie ist die Poesie einer zerbrechlichen, verträumten Frau, geprägt von Liebe und Sehnsucht – vollkommen hingegeben ihren beiden liebsten Männern: dem Geliebten und später dem Sohn.
Ihre Liebeslyrik ist ein Spiegel ihres inneren Erlebens, ausgedrückt in einer klaren und aufrichtigen Sprache. Sie sucht keine neuen poetischen Bilder, sondern bleibt dem Herzen und ihrem persönlichen Ausdruck treu.
1962 wurde sie mit dem Gedicht Resignacija (Resignation) als einzige Autorin aus dem slowenischen Teil der Sammlung in die Anthologie der modernen jugoslawischen Poesie aufgenommen. Einige ihrer Gedichte wurden ins Englische übersetzt und in der Anthologie Parnassus of a Small Nation veröffentlicht. Ein Auszug aus ihrem Gedicht Ko bom umrla (Wenn ich sterbe) wurde in einem internationalen Buch der Aphorismen abgedruckt.
1985 erhielt sie die Auszeichnung der italienischen Akademie für Kunst und Poesie – das Goldene Collier. Ihre Gedichte erschienen in sieben Gedichtbänden.

## Bibliografie
- Neodposlana pisma, 1951 Katalogeintrag bei Cobiss
- Letni časi, 1960 Katalogeintrag bei Cobiss
- Spomin, 1973 Katalogeintrag bei Cobiss
- Okus po grenkem, 1987 Katalogeintrag bei Cobiss
- Minevanja, 1997 Katalogeintrag bei Cobiss
- V šelestenju trav me išči, 2004 (slovensko-hrvaška izdaja)Katalogeintrag bei Cobiss
- Skoz pomladni dež bom šla, 2005 Katalogeintrag bei Cobiss
- Prigodnice, 2008 (zbirka 140 pesmi in 5 proznih besedil izdana kot 147. zvezek v Knjižnici MGL)
- Med tisoči bi te spoznala, 2012
- Among the thousands I would know you, 2012 (izšlo ob 100-letnici rojstva)